# 2x12 Heures de Brooklands
Les 2x12 Heures de Brooklands, ou JCC Double 12 Sportscar Race (devenue JCC 1000 Mile Race à Handicap en 1932), étaient une course automobile internationale d'endurance de l'entre-deux-guerres disputée sur le circuit de Brooklands près de Weybridge, dans le comté de Surrey (Angleterre), organisée par le Junior Car Club.

Le circuit de Brooklands, avant-guerre.

## Histoire
Le circuit développait 4.43 kilomètres.
En 1930, cette course en deux temps consécutifs provoqua deux morts (un mécanicien et un spectateur) ainsi que plusieurs blessés parmi le public, à la suite d'un accident le premier jour entre deux Talbot. La marque MG participe à la course avec une  MG 18/100 Tigress.
En 1931, les M.G.Midget terminèrent aux cinq premières places, et remportèrent également les prix d'équipes et de classe.
En 1931 et 1932 quelques grosses cylindrées sont présentes (jusqu'à 5L) avec Maserati (type 26M) puis 8L et Mercedes-Benz (type SSK), mais elles n'arrivent pas au terme de leurs courses.

## Palmarès
| Année | Date | Équipe | Pilote(s) | Voiture | Durée | Distance ou durée / Moyenne horaire |
| ----- | --- | --- | --- | --- | --- | --- |
| 1924  | 17 mai \| test préliminaire non classant sur 1 000 Milles - 17 participants avec les marques Trojan (2), Rhode (2), Galloway (2), Argyll (2), Gwynne (2), Lagonda.. | 17 mai \| test préliminaire non classant sur 1 000 Milles - 17 participants avec les marques Trojan (2), Rhode (2), Galloway (2), Argyll (2), Gwynne (2), Lagonda.. | 17 mai \| test préliminaire non classant sur 1 000 Milles - 17 participants avec les marques Trojan (2), Rhode (2), Galloway (2), Argyll (2), Gwynne (2), Lagonda.. | 17 mai \| test préliminaire non classant sur 1 000 Milles - 17 participants avec les marques Trojan (2), Rhode (2), Galloway (2), Argyll (2), Gwynne (2), Lagonda.. | 17 mai \| test préliminaire non classant sur 1 000 Milles - 17 participants avec les marques Trojan (2), Rhode (2), Galloway (2), Argyll (2), Gwynne (2), Lagonda.. | 17 mai \| test préliminaire non classant sur 1 000 Milles - 17 participants avec les marques Trojan (2), Rhode (2), Galloway (2), Argyll (2), Gwynne (2), Lagonda.. |
| 1929  | 10-11 mai | F. W. Stiles | Giulio Ramponi | Alfa Romeo 6C 1500 TF | 2 x 12 heures | 2 932,225 km / 122,31 km/h |
| 1930  | 9-10 mai | W. O. Bentley | Woolf Barnato Frank Clement | Bentley Speed Six | 2 x 12 heures | 3 347,983 km / 139,498 km/h |
| 1931  | 8-9 mai | Earl of March | Freddie Richmond Chris S. Staniland | M.G.Midget C type "Montlhery" 0.75L. | 2 x 12 heures | 2 491,104 km / 103,8 km/h |
| 1932  | 3-4 juin | Privée | Mrs Elsie "Bill" Wisdom Miss Joan Richmond | Riley Brooklands 9 | 1 000 milles | 12 h 23 min 53 s (1 609.344 km) / 135,845 km/h |

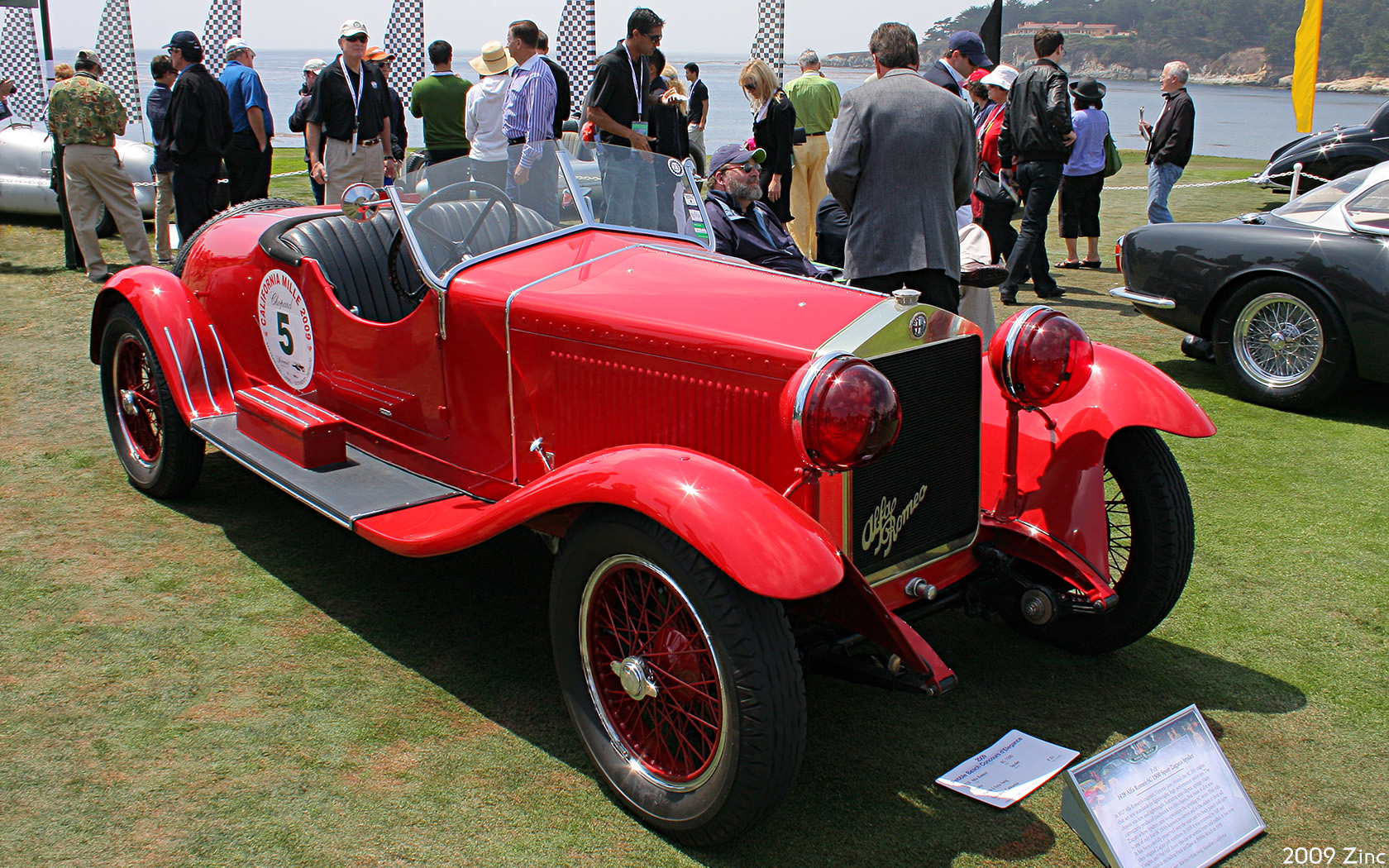
Une Alfa Romeo 6C 1500 Sport Zagato Spyder (modèle vainqueur des 6 Heures et des 2x12 Heures de Brooklands, en 1928 et 1929).

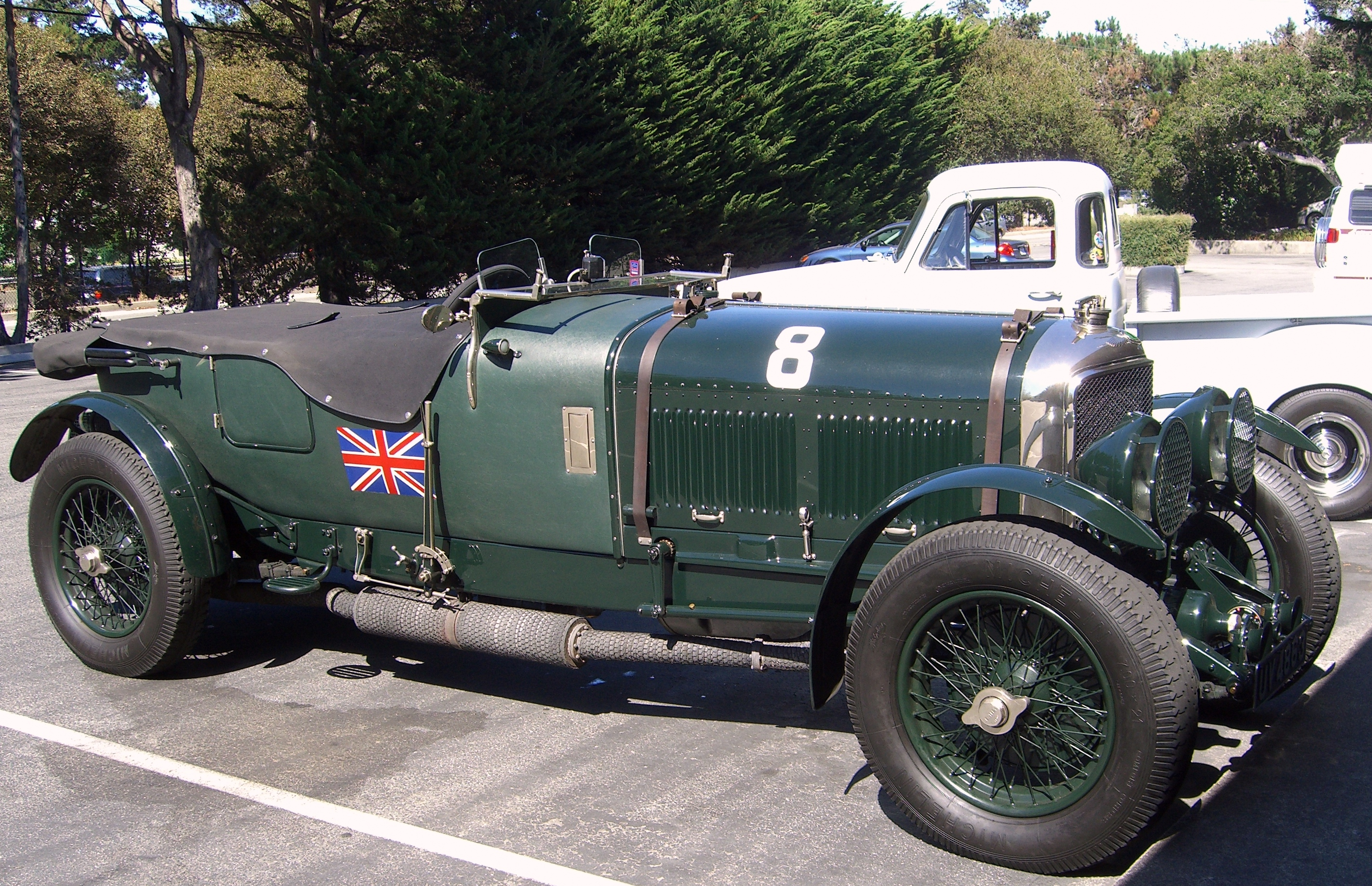
Une Bentley Speed Six dans sa livrée nationale, le British Racing Green (modèle vainqueur des 6 Heures et des 2x12 Heures de Brooklands, en 1929 et 1930).

En 1926 apparaissent les 3 Heures de Brooklands, suivies de 1927 à 1929 par les 6 Heures de Brooklands (reprises en 1938). Ces trois dernières courses sont alors déjà considérées comme d'endurance, bien que les distances parcourues soient d'environ 600 km en 1927 et 700 km en 1929, soit largement inférieures à 1 000 kilomètres et plus proches de la course dite des 500 milles, le BRDC 500 (de 804,7 km), lui décliné annuellement à 8 reprises de 1929 (premiers vainqueurs Frank Clement et Jack Barclay) à 1936 plus tard en octobre puis en septembre (en moyenne en 6 heures en 1931). D'autant plus que voitures de sport et monoplaces courent de concert sur 6 heures et 500 milles, le plus souvent avec les mêmes modèles. 
| Année | Date    | Équipe         | Pilote(s)                   | Voiture               | Durée    | Distance ou durée / Moyenne horaire |
| ----- | ------- | -------------- | --------------------------- | --------------------- | -------- | ----------------------------------- |
| 1927  | 7 mai   | Louis Coatalen | George Duller               | Sunbeam Sports Model  | 6 heures | 621,207 km / 103,481 km/h           |
| 1928  | 12 mai  | F. W. Stiles   | Giulio Ramponi              | Alfa Romeo 6C 1500 SS | 6 heures | ? / ?                               |
| 1929  | 30 juin | W. O. Bentley  | Woolf Barnato / Jack Dunfee | Bentley Speed Six     | 6 heures | 707,291 km / 122,117 km/h           |

## Notes et références

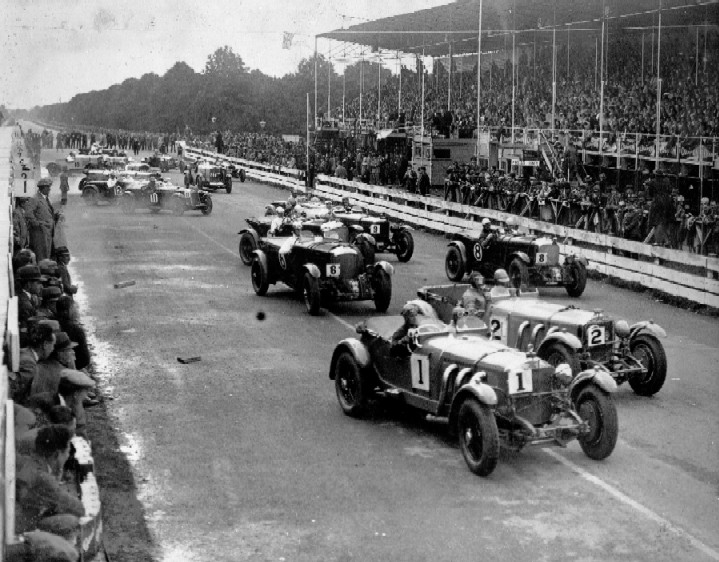
Course à Brooklands, en 1930.